# سوت-سنت-جولین
سوت-سنت-جولین (به فرانسوی: Thevet-Saint-Julien) یک کمون در فرانسه است که در اندر واقع شده‌است. سوت-سنت-جولین ۳۰٫۹۴ کیلومتر مربع مساحت و ۴۷۰ نفر جمعیت دارد و ۲۱۳ متر بالاتر از سطح دریا واقع شده‌است.